# SN 2005bc
SN 2005bc – supernowa typu Ia odkryta 2 kwietnia 2005 roku w galaktyce NGC 5698. W momencie odkrycia miała maksymalną jasność 16,60m.